# Емрах Стораро
Боян Тодоров